# Eospalax rothschildi
Eospalax rothschildi is een zoogdier uit de familie van de Spalacidae. De wetenschappelijke naam van de soort werd voor het eerst geldig gepubliceerd door Thomas in 1911.

## Voorkomen
De soort komt voor in China.